# Steve Harvey
Broderick Stephen Harvey, conegut professionalment com Steve Harvey   (Welch, 17 de gener de 1957), és un actor, comediant, presentador de televisió, locutor de ràdio i autor estatunidenc.
Ha dirigit diferents programes com l'Steve Harvey Morning Show, Steve Harvey (programa d'entrevistes), Showtime at the Apollo i també Family Feud. També ha protagonitzat el programa The Steve Harvey Show, i ha aparegut en The Original Kings of Comedy. Guanyador tres vegades dels Premis Daytime Emmy, i guardonat onze vegades amb el premi NAACP Image Award, en diferents categories. És l'autor del llibre Actua com a dama, però pensa com a home.

## Biografia
Harvey va néixer el 17 de gener de 1957 en Welch, Virgínia Occidental, és fill de Isaí Harvey, un miner de carbó, i de la seva esposa Eloise. El seu primer nom és Broderick, d'aquí el nom de Broderick Crawford en la seva sèrie de televisió Highway Patrol. La família d'Harvey es va traslladar a Cleveland, Ohio, on va viure al carrer Aquest 112, que des de 2015 ha estat rebatejada amb el nom de Steve Harvey. Després d'acabar en 1974 els seus estudis de secundària en la High School Glenville, va ingressar en la Universitat Estatal de Kent i la Universitat de West Virginia, on es va fer membre de la fraternitat Omega Psi Phi. Ha treballat com a boxador, treballador automotriu, venedor d'assegurances, netejador de catifes i carter.

## Carrera

### Comèdia

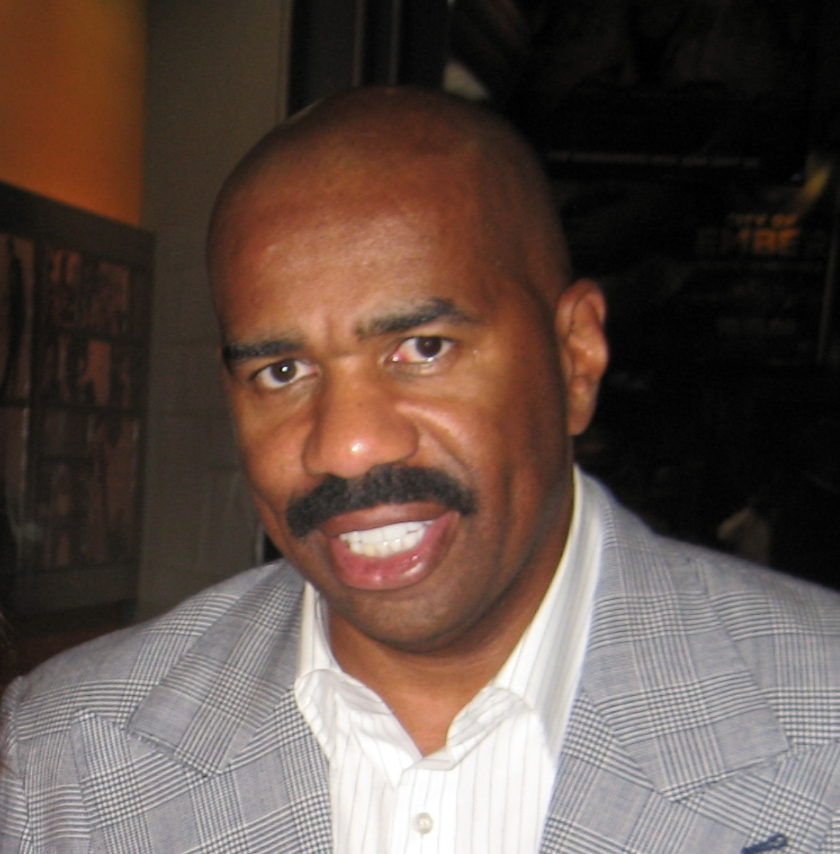
Harvey al setembre de 2008

Harvey fa els seus primers passos en la comèdia, en el gènere dels monòlegs humorístics, el 8 d'octubre de 1985 en el Club de la Comèdia Hilarities a Cleveland, Ohio. A la fi de 1980 Harvey va estar sense llar per diversos anys. Dormia en el seu Ford 1976 quan no realitzava concerts que li proporcionaven un hotel, i es dutxava en les gasolineres o dutxes de piscines. Rich i Becky Liss van ajudar a Harvey durant aquest temps amb un contracte de neteja de catifes i de crèdit en una agència de viatges. Va ser finalista en Second Annual Johnnie Walker Nacional Comèdia Buscar realitzar el 16 d'abril de 1990, portant-ho eventualment a un llarg període com a amfitrió de Showtime at the Apollo, succeint a Marcos Curry en aquest paper. El seu èxit com a monologuista ho va portar a tenir un paper protagonista en la sèrie d'ABC Em and the Boys de 1994. Més tard va ser estrella en el WB Show Network, The Steve Harvey Show, que es va desenvolupar entre 1996 i 2002. Si bé l'espectacle va ser popular, mai va aconseguir gran èxit de crítica fora de la comunitat afroamericana.
El 1997, Harvey va continuar el seu treball en la comèdia de gènere estand-up, que realitza en la gira dels reis de la comèdia juntament amb Cedric the Entertainer, DL Hughley i Bernie Mac. L'acte de comèdia més tard els reuniria en una pel·lícula de Spike Lee, anomenada The Original Kings of Comedy. Les vendes de DVD de The Original Kings of Comedy, i els seus altres projectes van augmentar la popularitat d'Harvey. Va deixar anar un segell discogràfic hip hop i R & B CD que va fundar, i l'autor del llibre de Steve Harvey Big Time. Aquest títol també va ser utilitzat com el nom del seu programa de televisió de comèdia i varietat (més tard dit de Steve Harvey Big Time Challenge), que es va emetre en The WB xarxa des de 2003 fins a 2005. Harvey també va llançar una línia de roba que va incloure una línia de roba per a vestir. En 2005 va coprotagonitzar en la pel·lícula Racing Stripes. Havia aparegut en la pel·lícula de 2003 The Fighting Temptations al costat de Cuba Gooding Jr. i Beyoncé Knowles. Es va aconseguir un major èxit de crítica i públic a través del seu llibre Act Like a Lady, Think Like a Man i el seu posterior seguiment cinematogràfic Think Like a Man, una comèdia romàntica que representa personatges que prenen assessorament sobre les dades d'un llibre.
En 2008, Harvey va ser presentador del Academy Disney Dreamers, un esdeveniment d'enriquiment personal i professional teen-centrat que es va dur a terme del 17 al 20 de gener de 2008 en el Walt Disney World Resort en Lake Bona Vista, Florida.
El 2 d'agost de 2012, Harvey va protagonitzar el seu últim monòleg en el MGM Grand a Las Vegas, amb la qual cosa va posar fi a una carrera de 27 anys com a monologuista. El rendiment de dues hores va ser transmès en viu per Pay-Per-View. "El camí a aquest últim concert ha estat un viatge increïble, fent monòlegs durant els últims 27 anys, i no puc agrair als fans prou després de reflexionar sobre tots aquests anys en l'escenari", va dir.

### Ràdio

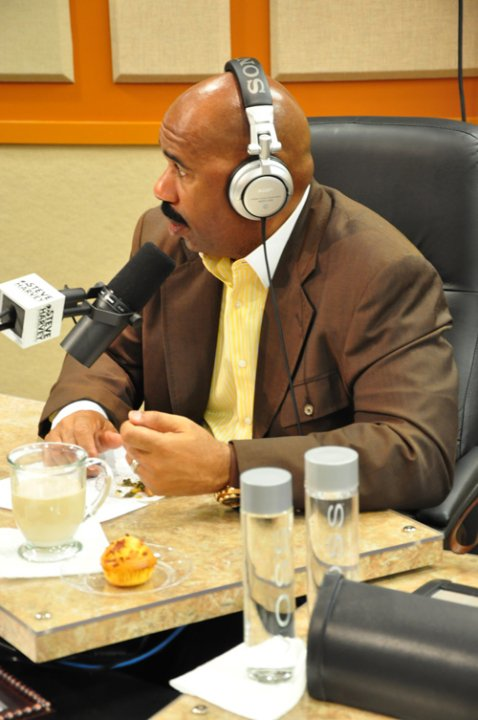
Harvey presentant el seu programa de ràdio sindicat en 2010

Harvey és l'amfitrió d'un programa de ràdio de dilluns a divendres al matí, l'Steve Harvey's Show al matí, que va ser sindicat originalment a través de Ràdio One, Inc. (des de setembre de 2000 fins a maig de 2005) i que segueix en l'aire fins a l'actualitat.

### Family Feud
Harvey va començar a dirigir Family Feud al setembre de 2010. Les qualificacions de l'espectacle han vist grans millores des de l'arribada d'Harvey. A partir de novembre de 2012, va ser el segon més vist programa diürn sindicat.
Harvey també va conduir el Celebrity Family Feud, on les celebritats competeixen per l'oportunitat de donar fins a 25 000 dòlars a la seva obra de caritat favorita. El xou va sortir a l'aire durant sis setmanes durant l'estiu de 2015 en ABC.

### Lloc web de cites
Al setembre de 2014, Steve Harvey va llançar un nou lloc web de cites anomenat Delightful per a "ajudar les dones a ser més atractives".

### Steve Harvey (sèrie de TV)
Al setembre de 2012, el programa de televisió titulat Steve Harvey es va estrenar en la primera execució de sindicació. Harvey és l'amfitrió d'una xerrada Americana-programa de varietats. És produït per Endemol EE.UU. i es distribueix per nBC Universal Television Distribution als Estats Units i al Canadà. El xou es va gravar a Chicago, Illinois en els estudis WMAQ. L'espectacle s'ha renovat fins al 2016.

### Error en el Miss Univers 2015
Steve Harvey va ser conductor del Miss Univers 2015. Durant la lectura de les guanyadores, va nomenar erròniament a Miss Colòmbia (Ariadna Gutiérrez) com la guanyadora. Pocs minuts després que la representant de Colòmbia fos coronada, Harvey va anunciar que havia comès un error i que en realitat era Miss Filipines (Pia Wurtzbach) qui havia guanyat el certamen. Això va provocar que a Harvey li arribessin milers d'insults, crítiques i burles. Així mateix, ha estat personatge polèmic en les edicions en les quals ha participat, pels seus acudits malintencionats cap a les candidates.

## Vida personal
Harvey ha estat casat tres vegades i té set fills. Té dues filles bessones, Karli i Brandi (nascudes  en 1982), i un fill Broderick Steve Jr. (nascut en 1991), del seu primer matrimoni amb Marcia Harvey. Harvey també té un altre fill, Wynton (nascut el 1997), del seu segon matrimoni amb María Shackelford. La parella es va divorciar al novembre de 2005. El 2011, Robert Dry, el jutge del districte 199 del comtat de Collin (Texas), va enlletgir la conducta de María Harvey, per haver difós informació falsa sobre el seu divorci i per haver suggerit s'havia quedat en la indigència.
Al juny de 2007, es va casar amb Marjorie Bridges, de qui Ell mateix Harvey ha dit que és la responsable d'haver fet d'ell un home millor i haver canviat la seva vida. Marjorie Harvey té tres fills propis, Morgan Harvey (nascut el 1987), Jason Harvey (nascut el 1991), i Lori Harvey (nascut el 1997), als quals Steve considera com a propis. Steve i Marjorie tenen tres néts, Rose Harvey (nascut el 2014) i Noah Harvey (21 d'agost de 2015), a través del matrimoni de Jason a Amanda, i la seva filla Doble ela Morgan (nascut el 2015) amb el seu marit Kareem. Harvey i la seva separació de la família per a passar temps a Atlanta (on és l'amfitrió del seu programa de ràdio) i Chicago (on és l'amfitrió del seu programa d'entrevistes de NBCUniversal partir de la companyia estudis a Chicago, a pesar que serà l'amfitrió del seu programa de ràdio allí també).
Harvey va afirmar ser cristià al final del xou estand-up on va posar fi a la seva carrera com a monologuista, en el MGM Grand Las Vegas, el 2 d'agost de 2012. "Déu m'ha donat una vida molt més allà del que mai vaig somiar.", va afirmar entre llàgrimes, en un discurs en el qual agraïa a Déu i a altres persones que havien influït en la seva vida.

## Filmografia

### Televisió
| Any           | Títol                             | Paper                          | Notàs                                  |
| ------------- | --------------------------------- | ------------------------------ | -------------------------------------- |
| 1993–2000     | Showtime at the Apollo            | Ell mateix/Amfitrió            |                                        |
| 1994–1995     | Me and the Boys                   | Steve Tower                    | 19 episodis                            |
| 1996–2002     | The Steve Harvey Show             | Steve Hightower                | 122 episodis; també productor          |
| 2001          | The Proud Family                  | La targeta de crèdit (veu)     | Episodi: "Don't Leave Home Without It" |
| 2002, 2003    | Essence Awards                    | Ell mateix/Amfitrió            |                                        |
| 2002          | My Wife and Kids                  | Steve                          | Episodi: "Jay the Artist"              |
| 2003          | The Parkers                       | Sr. Barnes                     | Episodi:"The Hold Up"                  |
| 2003–2005     | Steve Harvey's Big Time Challenge | Ell mateix/Amfitrió            | També productor executiu               |
| 2004, 2005    | BET Comedy Awards                 | Ell mateix/Amfitrió            |                                        |
| 2010          | Who Wants To Be a Millionaire     | Ell mateix/aparició d'Amfitrió | 5 episodis                             |
| 2010–presente | Family Feud                       | Ell mateix/Amfitrió            |                                        |
| 2012          | Praise the Lord                   | Ell mateix/aparició d'Amfitrió | 30 de novembre                         |
| 2012–presente | Steve Harvey (serie de TV)        | Ell mateix/Amfitrió            |                                        |
| 2013          | NAACP Image Awards                | Ell mateix/Amfitrió            |                                        |
| 2015–presente | Celebrity Family Feud             | Ell mateix/Amfitrió            |                                        |
| 2015          | Miss Universo 2015                | Ell mateix/Amfitrió            | 20 de desembre                         |
| 2016-2020     | Little Big Shots                  | Ell mateix/Amfitrió            | 11 episodis; també productor i creador |
| 2016          | Miss Univers 2016                 | Ell mateix/Amfitrió            | 30 de gener                            |
| 2017          | Miss Univers 2017                 | Ell mateix/Amfitrió            | 26 de novembre                         |
| 2018          | Miss Univers 2018                 | Ell mateix/Amfitrió            | 17 de desembre                         |
| 2019          | Miss Univers 2019                 | Ell mateix/Amfitrió            | 8 de desembre                          |

### Pel·lícules
| Any  | Tìtol                        | Paper            | Notàs                           |
| ---- | ---------------------------- | ---------------- | ------------------------------- |
| 2000 | The Original Kings of Comedy | Ell mateix       |                                 |
| 2003 | The Fighting Temptations     | Miles el DJ      |                                 |
| 2003 | Love Don't Cost a Thing      | Clarence Johnson |                                 |
| 2004 | Johnson Family Vacation      | Mack             |                                 |
| 2004 | You Got Served               | Mr. Rad          |                                 |
| 2005 | Racing Stripes               | Buzz the Fly     | Actor de doblaje                |
| 2009 | Madea Goes to Jail           | Ell mateix       | Cameo                           |
| 2012 | Think Like a Man             | Ell mateix       | Cameo; També productor executiu |

## Premis i honors

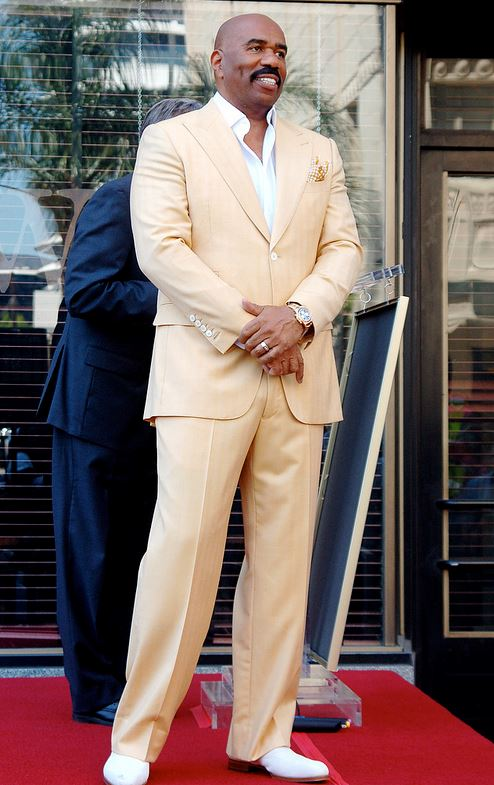
Harvey rebent la seva estrella en el passeig de la fama de Hollywood en 2013

- Quatre vegades guanyador: NAACP Image Award Outstanding Actor in a Comedy Sèries  (1999, 2000, 2001, 2002)
- Tres vegades guanyador: NAACP Image Award Outstanding Comedy Sèries (as star of The Steve Harvey Show – 2000, 2001, 2002)
- 2001: NAACP Image Awards Entertainer of the Year
- 2007: Personalitat Sindicada / Show de l'Any - revesteixi Radi & Rècords[39]
- 2011: BET Humanitarian Award – 2011 BET Awards[40]
- 2013: Favorite New Talk Show Host – 39th People's Choice Awards[41]
- 2013:Estrella en el Passeig de la Fama de Hollywood[4]
- Dues vegades guanyador: NAACP Image Awards Outstanding News/Talk/Info Sèries  (com a protagonista  Steve Harvey (sèrie de TV) – 2014, 2015)[42]
- 2014: Daytime Emmy Award for Outstanding Game Show Host[43]
- 2014: Daytime Emmy Award for Outstanding Talk Show Informative  (com a Amfitrió del programa Steve Harvey)[43]
- 2015: Carrer 112 Est a Cleveland honorariamente anomenada Camí Steve Harvey[44]
- 2015: NAACP Image Awards excel·lent amfitrió - Narrador / Realitat / Varietat / Notícies / informació[42]
- 2015: Daytime Emmy Award for Outstanding Talk Show Informative  (com a amfitrió de Steve Harvey)